# Jaume Windsor
Jaume, Comte Severn (James Alexander Philip Theo Mountbatten-Windsor; Londres, 17 de desembre de 2007) és un membre de la Família Reial Britànica. És el segon fill i únic home del príncep Eduard, duc d'Edimburg i Sofia, duquessa d'Edimburg, i és el tretzè en la línia al tron. És la persona de més alta jerarquia en la línia de successió que no utilitza el tractament d'Altesa Reial.

## Naixement
Jaume Mountbatten Windsor va néixer per cesària a les 16:20 UTC el 17 de desembre de 2007 a l'Hospital Frimley Park. Al seu naixement va pesar 2.8 kg. Ell i la seva mare van ser donats d'alta el 20 de desembre i l'endemà el seu nom va ser anunciat com Jaume Alexandre Felip Theo. Té una germana gran, lady Lluïsa Windsor, qui és quatre anys més gran que ell. Ell i la seva germana viuen amb els seus pares en la seva llar de Bagshot Park a Surrey.

### Bateig
El vescomte Severn va ser batejat el 19 d'abril de 2008 a la capella privada del Castell de Windsor pel degà de Windsor, el bisbe David Conner. El seu vestit de bateig va ser nou, és una rèplica de l'originalment utilitzat per la filla gran de la reina Victòria, la princesa Victòria en 1840 i utilitzat per tots els batejos reals des d'aquest llavors, aquest ara ha estat preservat. Els seus padrins de bateig van ser Denise Poulton, Jeanye Irwin, Alastair Bruce de Crionaich, Duncan Bullivant i Tom Hill.

## Títols
- 17 de desembre de 2017 - 10 de març: Vescomte Severn.
- 10 de març de 2023 - Actualitat: Comte Severn
- Legalment: Sa Altesa Reial el príncep Jaume de Wessex.

La Patent reial emesa en 1917 (i en ús actualment) assigna un estatus de príncep i estil d'Altesa Reial a tots els nets en línia paterna d'un monarca. Per això, Jaume legalment és Sa Altesa Reial príncep Jaume de Wessex. No obstant això, quan els seus pares es van casar, va ser anunciat que, d'acord amb els seus desitjos, tots els seus fills no portarien un títol de príncep o princesa amb l'estil Altesa Reial; en comptes d'això van preferir que portessin els títols que se'ls atorguen als fills d'un comte. Els fills majors d'un comte, per costum porten el títol subsidiari dels seus pares, i per això hom es refereix a Jaume com a vescomte Severn, tot i que té l'estatus legal d'un príncep.